# Pappritz
Pappritz är en stadsdel i Dresden, i Sachsen, Tyskland. Det ligger cirka 8 km från Dresdens centrum.
Pappritz är en gammal by som anslöts till Dresden 1999. I centrum finns fortfarande åtta bondgårdar bevarade, medan nya hus byggs runt omkring.